# ゴドラ星人
ゴドラ星人（ゴドラせいじん）は、特撮テレビドラマ『ウルトラセブン』をはじめとする「ウルトラシリーズ」に登場する宇宙人。別名は反重力宇宙人。

## 『ウルトラセブン』に登場するゴドラ星人
『ウルトラセブン』第4話「マックス号応答せよ」に登場。
原子力タンカー2隻や海上保安庁の調査船を同じ海域で狙い、船が消失した海域に地球防衛軍の注意を集め、その隙に地球を征服しようと企む。カニの爪のような形状の右手の先端の穴（ゴドラガン）から放つリング状の光線や液体によって形成した捕獲用カプセル（ゴドラ・カプセル、ゴドラカプセル）のほか、飛行能力や変身能力などの能力を持つ。
まず、地球人の女性に化けた個体がモロボシ・ダン隊員に接触し、乗車のトヨタS800がエンジン故障で動かなくなったとの騙し討ちでウルトラアイを奪って彼を閉じ込めたうえ、地球防衛軍の原子力船マックス号を赤色の反重力霧で宇宙空間に運ぶ。続いて、別の個体がマックス号の捜索に宇宙へ上がってきたウルトラホーク2号に現れてフルハシ隊員に化け、同機で地球防衛軍極東基地に潜入し、地下18階の第2動力室の原子炉を時限爆弾で破壊しようと企むが、駆けつけたダンに発見される。ダンをカプセルに捕獲して彼に化けるものの機転に遭い、カプセルを破壊されてウルトラアイを奪還される。
その後、マックス号から観測用ロケットで脱出してきたアマギ隊員の助言を聞いて駆けつけたキリヤマ隊長に爆弾を解除され、爆破計画は失敗に終わる。ウルトラアイを奪った1体がウルトラセブンにエメリウム光線で倒されると、爆弾を仕掛けたもう1体はダンに化けてアンヌ隊員の拉致を企むが、それを阻んだセブンのアイスラッガーを額に受け、逃走する。最後は正体を現してセブンとの巨体戦となり、劣勢と見て逃亡を図ったところをエメリウム光線で倒される。
基地に仕掛けられた爆弾はセブンによって宇宙に運ばれ、ゴドラ星人の巣窟と化したマックス号の爆破に使用される。マックス号に残っていたソガ隊員、フルハシ隊員、タケナカ参謀は爆破寸前にセブンによる救出を経て生還するが、他の乗組員たちはゴドラ星人に抵抗したために宇宙空間に放り出されており、全滅していた。
宇宙にて隊員たちに倒される1体、地上にて倒される2体、マックス号の通路内にて倒される3体、セブンにウェッジ光線で倒される1体と、少なくとも7体が登場するが、スーツは1体のみである。
- 演：水上竜子（人間体[注釈 3]）
- 声の出演：小林恭治
- スーツアクター：西京利彦[出典 5]
  - 西京は、表情で芝居ができないことから全体で感情を見せようと考え、高笑いする場面では肩や体を揺するなどしている[19]。
- 名前は海を舞台にした話であることから、水の都ヴェネツィアのゴンドラにちなんでいる[20]。
- 番組開始時の撮影会で、ウルトラセブン・ウルトラ警備隊隊員・円谷英二、ミクラスと並んでいるショットが撮影され、書籍類で使用されている。
- デザインは成田亨によるもので、成田は「『ウルトラセブン』での宇宙人デザインの基本スタイル」と称している[21]。デザイン画では、両手はハサミではなく、地球人のように五指があるものとして描かれていた[21]。高山良策による着ぐるみも当初はデザイン画と同様に造型されており[22]、ハサミは円谷プロによって取り付けられたものである[出典 6]。
- 未発表作品「宇宙人15＋怪獣35」では、バルタン星人や他の宇宙人たちと共に宇宙連合軍を結成し、蘇生させた怪獣たちを出撃させるが、ピグモンの提案した怪獣ファイトで暴走した怪獣たちに食い殺される、というシナリオが予定されていた。
- 放送当時の出版物[要文献特定詳細情報]では、ゴンドラ星人と記述されているものもある。
- セブンの突進をかわして空中からキックするシーンでは、ゴドラ星人を持ち上げているスタッフの腕が映り込んでいたが、4Kデジタルリマスター版では修正されている。

## 『ウルトラファイト』に登場するゴドラ
『ウルトラファイト』の新撮編に登場。本作品では宇宙人も怪獣として扱うため、ゴドラと呼ばれる。
新撮編で唯一、超能力を駆使した戦いを見せる。金縛りの術・忍法宇宙縛りや、瞬間移動を使う様子が忍者に見えることから「宇宙忍者」と呼ばれている。超能力だけでなく、両手の鋏を使ったボクシングも得意としている。
- 着ぐるみは『ウルトラセブン』のものを流用している[25]が、眼が黒く塗り潰されていたり、鋏が新造形になっていたりと、所々が改修されている。

## 『ウルトラセブン誕生35周年“EVOLUTION”5部作』に登場するゴドラ星人
『ウルトラセブン誕生35周年“EVOLUTION”5部作』EPISODE2「パーフェクト・ワールド」に登場。
かつて地球征服を企んだ初代と同様に戦闘能力が低いため、複数で活動する。造反したイナガキ参謀の手引きを受け、地球防衛軍基地の防衛隊員を自分たちの同胞とすり替える。その後、地球防衛軍の最高機密であるオメガファイルを狙って基地を占拠するが、逃走中に対峙したシラガネ隊長と以前より威力が増したゴドラ・ガンで交戦するものの外れ、ウルトラガンで倒される。
本作品では巨大化しないものの、過去の記憶から心のわだかまりを現実化して無気力にする特殊な精神波を照射する装置による攻撃でウルトラ警備隊の面々に幻覚を見せるなど、初代と同様にかなり狡猾な作戦を行う。
同胞のほか、ペガッサシティを爆破されて地球防衛軍に恨みを持っているペガッサ星人の強硬派と一時的に手を結み、地球防衛軍基地を占拠していた。
- スーツアクター：平井敬太
- 声：郷里大輔
- 書籍によってはゴドラ星人（2代目）と表記している[出典 9]。

## 『ウルトラマンジード』に登場するゴドラ星人
『ウルトラマンジード』に登場。
本作品では、自分たちの繁栄のためにリトルスターの奪取を画策し、表向きは秘密組織AIBに協力している。
- メイン監督の坂本浩一は、『ジード』の放送された2017年が『ウルトラセブン』放送50周年に当たることから同作品の登場怪獣を多く登場させており、ゴドラ星人もその1つとして採用した[30][31]。複数が同時に行動するという展開も、『セブン』の登場個体を踏襲している[30]。
- スーツは新規に造形された[30]。

### 名無しの個体
第16話「世界の終わりがはじまる日」、第17話「キングの奇跡！変えるぜ！運命!!」に登場。
第16話では、AIB本部に潜入しており、シャドー星人ゼナを偽の帰還命令によって本部へ帰還させたうえで拘束しようとするが、ゼナの機転で形勢を逆転されて格闘戦で圧倒される。
第17話では、ゼナによるAIBの地下基地での取り調べを経て本部へ転送される。
- スーツアクター：梶川賢司
- 声：岸哲生

### ゴドラ星人ゴドー＝ウィン
第16話「世界の終わりがはじまる日」に登場。
表向きはAIB研究セクションに所属する研究者としてピット星人トリィ＝ティプと共にリトルスターを研究しており、上記の個体にゼナを鳥羽ライハたちから引き離させたうえで本性を現す。トリィ＝ティプを人質に取ってリトルスター保持者たちを拉致しようとするもののライハに奪還され、彼女との格闘戦に挑む。モップの柄を利用したライハの棒術で叩きのめされてなおあきらめず巨大化して暴れ、駆けつけたウルトラマンジードと交戦していたところ、復活したウルトラマンベリアルにベリアルデスサイズの一撃で倒され、爆散する。
- スーツアクター：梶川賢司
- 出演：尾関伸嗣（人間体・声）
- 名前はSF作家のトム・ゴドウィンに由来する[36]。また、出現した梶尾地区はSF作家の梶尾真治に由来する[36]。
- 第16話の脚本を担当した安達寛高（乙一）は、復活直後のベリアルに一蹴されることによってインパクトを出すことを、登場の狙いとしている[30]。

## 『ウルトラマンタイガ』に登場するゴドラ星人
『ウルトラマンタイガ』第23話「激突！ウルトラビッグマッチ！」に登場。
ウルトラマンタイガやウルトラマントレギアを倒すため、チブル星人マブゼによる指示のもと、ザラブ星人やスラン星人とともにニセウルトラマンベリアルを作り上げるが、知性を持たないニセベリアルをトレギアに誘導され、アジトにしていた美蘭フーズの本社ビルごと撃破される。
なお、本物のベリアルがウルトラマンジードに倒されたことについては知っている。
- 声：東條達也
- 第23話の脚本を担当した皐月彩は、本話のゴドラ星人を「パワハラ気味」とキャラ付けしており、『ウルトラ怪獣散歩』っぽいノリであったと述べている[39]。

## 『ウルトラギャラクシーファイト 大いなる陰謀』に登場するゴドラ星人
YouTubeオリジナル配信作品『ウルトラギャラクシーファイト 大いなる陰謀』に登場。
ウルトラ大戦争の時代、エンペラ星人の配下としてナックル星人やババルウ星人と共に光の国への襲撃に加担するが、上空の小惑星上にて交戦したウルトラマンベリアルにチョップの一撃で倒され、爆散する。

## 『ウルトラマンデッカー最終章 旅立ちの彼方へ…』に登場するゴドラ星人
映画『ウルトラマンデッカー最終章 旅立ちの彼方へ…』に登場。
プロフェッサー・ギベルスによる強化実験を受けており、ディナスの故郷であるラヴィー星を襲撃した。両手から発射する光線が武器。

## ライブステージに登場するゴドラ星人
『ウルトラライブステージ2003』
セミ人間やワロガと結託し、光の国の「コスモクリスタル」を手に入れようと企む。ワロガを盾にしてクリスタルを手に入れたかに見えたが、実はワロガに偽物のクリスタルとすり替えられており、そうとは知らずに不死身になったと思い込んでセブンと戦った末、アイスラッガーで倒される。ウルトラマンコスモスとの戦いで不利になった際には、クリスタルからペギラとチャンドラーを召喚する。
『ウルトラマンプレミアステージ』
暗黒四天王が率いる宇宙人軍団の1人として登場。

## その他
- 映画作品
  - 『新世紀2003ウルトラマン伝説 THE KING'S JUBILEE』では、ウルトラマンキングの誕生日を怪獣たちと共に祝福する。また、ゴドラ・ポッピングという個体が登場し、怪獣ダンサーとしてダンスを披露する。
  - 『大決戦!超ウルトラ8兄弟』では、ダンの回想シーンに登場。映像は『セブン』からの流用である。
  - 『大怪獣バトル ウルトラ銀河伝説 THE MOVIE』では、百体怪獣ベリュドラの首を構成する怪獣の1体となっている[42]。
- ビデオ『ウルトラスーパーファイト』第4話「ウルトラ悲話エースよ泣くな」、第8話「タロウ怪獣退治に行く!!」に登場。
- 『ウルトラゾーン』第6話アイキャッチでは、キャンプファイヤーで女子とフォークダンスを踊っている様子が描かれている[43]。
- 漫画『かがやけ ウルトラの星』では、怪獣軍団の一員として登場。東北地方侵略隊長として怪獣たちを暴れさせた後、他の怪獣と合流してウルトラ兄弟と戦うが、ウルトラセブンのアイスラッガーを受けて倒される。
- ゲーム『PDウルトラマンバトルコレクション64』では、プレイヤーキャラクターとして登場。ゴドラガンからの攻撃は、本作品では「リングビーム」という電撃技となっている。
- パチンコ『CRぱちんこウルトラマン』のCMでは、バルタン星人やメトロン星人たちと共に怪獣軍団を引き連れて街を破壊している。